# CANT Z.506 Airone
CANT Z.506 Airone, italienskt sjöflygplan från andra världskriget.
Z.506:an är en utveckling av prototypen till postflygplanet CANT Z.505. Från början tillverkades Z.506:an i civil version med plats för 12-15 passagerare. Det tillverkades i cirka 20 exemplar. Därefter gick man 1937 över till den militära varianten (Z.506B). Ett antal förändringar i konstruktionen gjordes, som till exempel höjd förarkabin. Totalt tillverkades det ungefär 320 stycken av den militära varianten, varav 95 stycken fortfarande var ute på förband då Italien gick med i kriget. 
Mellan åren 1936 och 1938 slog Mario Stoppani flera höjd-, distans- och fartrekord med planet.
Under kriget användes planet först som bombplan men flera byggdes om. Dels för att tjäna som sjöspaningsflygplan och dels för konvojeskort och för ubåtsbekämpning. Några plan byggdes även om till en tredje variant (Z.506S), som användes som sjöräddningsflygplan. Efter kriget byggdes ytterligare 20 stycken Z.506B om till Z.506S.

## Varianter
- I-CANT: Prototypen, utrustad med Prat & Whitney Hornet-motorer
- Z.506A: Civilt transport/passagerar variant, utrustad med 760 hk Cyclon-motorer
- Z.506B: Spanings och bombflygplan. Byggdes även av Piaggio på licens.
- Z.506C: Civilt transport-/passagerar variant, utrustad med 750 eller 800 hk Alfa Romeo-motorer
- Z.506S: Sjöräddning, det sista togs ur aktiv tjänst 1959.
- Z.508: En uppskalad variant tänkt att användas som tungt bombplan. Bara prototypen byggdes. Motorerna byttes ut mot mer kraftfulla Isotta-Fraschini Asso XI RC.40-motorer på 627 kW (840 hk).
- Z.509: En större och tyngre variant av Z.506 avsedd för Ala Littorias transatlantiska postflygningar. Motorerna bestod av 3 stycken Fiat A.80 RC.41-motorer. Vingspannet ökades till 28,32 m och som följd ökade vingytan till 100 m².